# チェルシーFC
チェルシー・フットボール・クラブ（Chelsea Football Club、イギリス英語発音: [ˈʧelsi ˈfutˌbɔːl klʌb]）は、イングランドの首都ロンドンをホームタウンとするイングランドプロサッカーリーグ（プレミアリーグ）に加盟するプロサッカークラブ。愛称はブルーズ。

## 概説
世界一に2度輝き、イングランド・プレミアリーグにおいて5回の優勝記録を持つ（フットボールリーグ時代を含めると6回）。ブルーズ（Blues）の愛称で知られる。2003年にロシア人の実業家ロマン・アブラモヴィッチがオーナーに就任して以降、豊富な資金力を活用して積極的な選手補強を行い、イングランド屈指の強豪クラブとなった。
同じロンドンに本拠地を置くアーセナルは労働者階級の支持層が多かったのに対し、チェルシーは富裕層や政治家など上流階級のサポーターが多かった。上流階級のサポーターが多いのは、高級住宅地の中にスタジアムが位置していることが関係している。

## 歴史

### 創立
1905年3月10日、設立のきっかけはスタンフォード・ブリッジを購入したガス・ミアーズとジョゼフ・ミアーズの兄弟がフラムにスタンフォード・ブリッジを本拠地として使用することを打診するも、これを拒絶されたことにある。ミアーズ兄弟はスタンフォード・ブリッジを本拠地として使用するクラブが必要となり、そのクラブとして「チェルシーFC」が設立された。設立当初はサザンフットボールリーグに加入する予定だったが、フラムやトッテナム・ホットスパーなどの反対を受け、フットボールリーグ2部に所属することとなった。
1915年のFAカップで決勝まで進んだ。決勝ではシェフィールド・ユナイテッドに敗れたものの、これがクラブが初めて経験した大舞台だった。第一次世界大戦による中断後の1919-20シーズンには、リーグで3位の成績を残す。以降は2部降格など低迷していった。

### 1950-80年代
再び脚光を浴びるようになるのは1950年代に入ってからになる。1952年にアーセナルで選手としても活躍したテッド・ドレイクが監督に就任するとチーム改革に着手。1954-55シーズンにクラブ史上初のトップリーグ優勝を手にした。このリーグ優勝により、同年に始まったUEFAチャンピオンズカップのイングランド代表としての出場権を手にしたが、FAやフットボールリーグからの反対を受け、出場を辞退させられる。
その後は低迷期に入り、1961年にクラブの英雄的な存在だったジミー・グリーブスをACミランに引き抜かれた。1961-62シーズンに2部降格の憂き目に遭う。クラブを立て直すために33歳のトミー・ドハーティに監督を依頼すると、これが功を奏してわずか1シーズンで1部に復帰。これ以降は安定して上位を維持するようになり、1964-65シーズンにフットボールリーグカップで初優勝を果たす。1965-66シーズンにインターシティーズ・フェアーズカップ（旧UEFAカップ・現UEFAヨーロッパリーグの前身）でローマ、1860ミュンヘン、ミランなどを破りベスト4まで勝ち進んだ。準決勝では優勝したFCバルセロナに敗れたものの、初めて欧州カップ戦で好成績を残した。

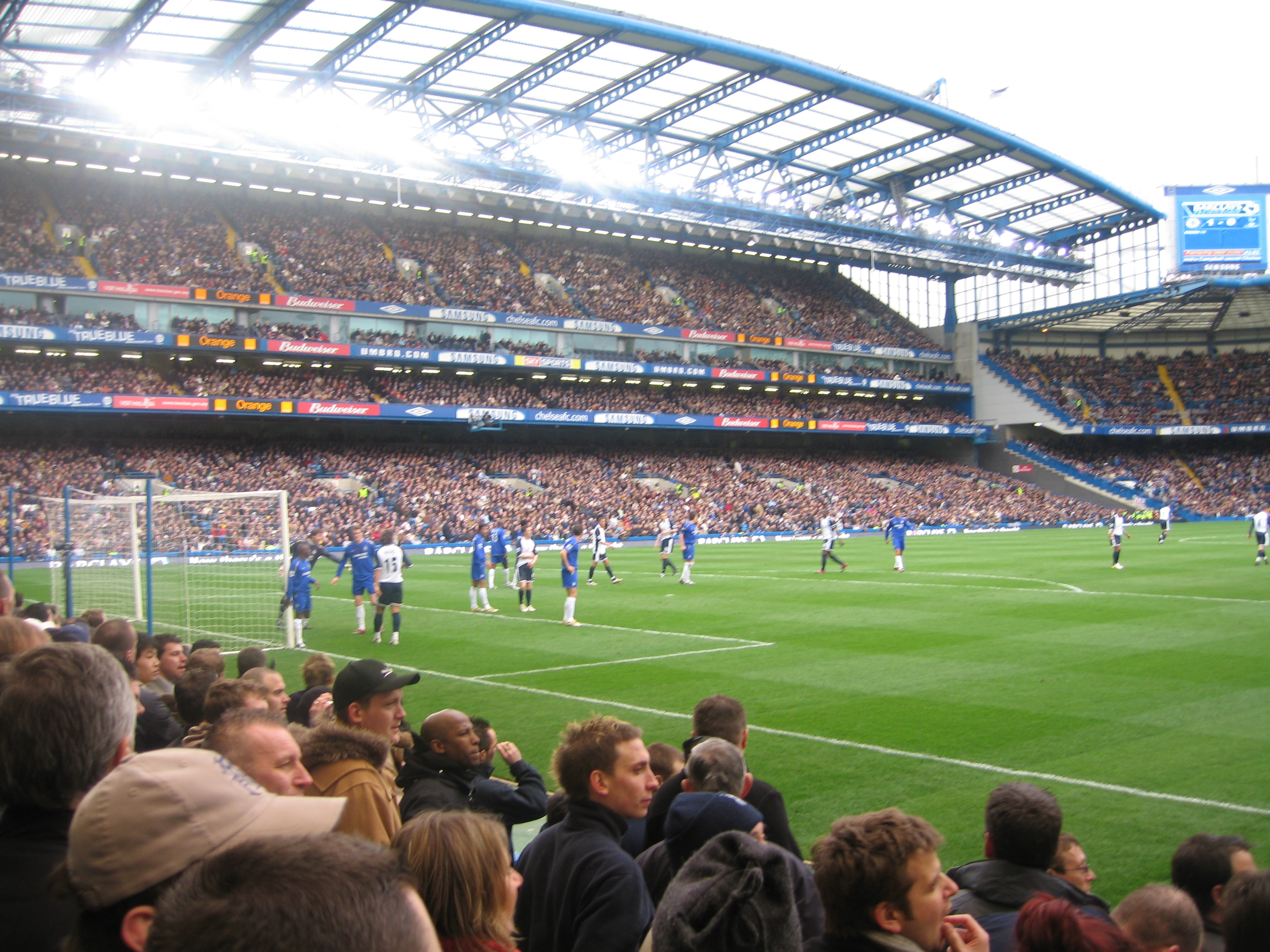
トッテナムと対戦するチェルシー（2008年3月）

1967年に当時のコーチだったデーブ・セクストンが監督に就任すると、1970年にFAカップ初優勝を果たす。1970-71シーズンにFAカップ王者としてUEFAカップウィナーズカップに初出場し、決勝まで勝ち進んだ。レアル・マドリードとの決勝戦はギリシャのスタディオ・ヨルギオス・カライスカキスで行われ、試合は延長戦までもつれ込むものの1-1と決着が付かず引き分け再試合に（当時はPK戦がなかった）。2日後の再試合でピーター・オスグッドとジョン・デンプシーの得点でレアル・マドリードを2-1で破り、初めて欧州タイトルを獲得した。これによりチェルシーは、イングランド国内だけでなくヨーロッパでも一目を置かれるクラブとして確固たる地位を築いた。
1970年代中盤になると再び成績が低迷し、2部に降格。更に1970年代後半には財政難が表面化した。この頃のチェルシーはイングランドでも有数の凶暴なフーリガン集団を抱えるという問題にも苦しみ、1980年代前半までは長らく低迷を味わった。
ケン・ベイツが会長に就任して以降は、なかなか安定した成績を残せないでいたが、1989年に2部で優勝し1部に昇格して以降は、トップリーグに所属し続けている。

### 1990年代
1990年代に入るとクラブは躍進を始めた。1993年に元イングランド代表のグレン・ホドルを選手兼任監督として迎え、1994年にFAカップで準優勝。1995年にUEFAカップウィナーズカップでベスト4に進出。1994年にケン・ベイツが投資を呼びかけ、チェルシーの熱狂的なファンだった実業家のマシュー・ハーディングがクラブの経営に加わったことで資金面に余裕ができ、イタリアから後に選手兼任監督を務めることになるオランダ人のルート・フリットやダン・ペトレスク、マーク・ヒューズら、大物スター選手の獲得に成功した。
1995年12月にボスマン判決が下されたことで、現在に至るまでの外国人のスター選手を大量に獲得するクラブの経営手法がチェルシーで確立される。これにより、プレミアリーグの国際化に先立って「多国籍軍団」と称されるようになった。この頃からスタンフォード・ブリッジの大規模な改修工事が行われ、スタジアムにホテルとメガストアと呼ばれるショッピングモールを併設した「チェルシービレッジ」の建設が始まった。
1996年に監督のグレン・ホドルがイングランド代表監督に就任したことを受けて、ルート・フリットがプレイングマネージャーに就任。フリットはその長いセリエAでの活躍をもとに築いたイタリアコネクションとボスマン判決を活用してジャンフランコ・ゾラ、ジャンルカ・ヴィアッリ、ロベルト・ディ・マッテオなどの大物外国人選手を多数獲得した。
1996年10月にクラブに多額の資金援助をしていたマシュー・ハーディングがアウェーのボルトン戦の観戦後にヘリコプターの墜落事故で亡くなってしまう（スタンフォード・ブリッジの北側スタンドは、この事故以降彼の死を悼み「マシュー・ハーディングスタンド」と呼ばれている）。十分な財政支援を得られず、大きな負債を抱えることとなった。
1996-97シーズンに、外国人選手の活躍もあり2度目のFAカップ優勝を達成。ジャンフランコ・ゾラがFWA年間最優秀選手賞をチェルシーの選手として初めて受賞した。1997-98シーズンに、グスタボ・ポジェ、トーレ・アンドレ・フロー、エト・デ・フーイらを獲得して戦力強化を図った。リーグでは一時2位につけ、カップ戦も順調に勝ち進んでいたが、シーズン途中でフリット監督は解任。ジャンルカ・ヴィアッリがプレイングマネージャーとして指揮を執ることになった。
1997-98シーズンは、UEFAカップウィナーズカップとコカ・コーラ・カップを制した。UEFAカップウィナーズカップはクラブ史上2度目の制覇だった。カップ決勝では、後半途中出場のゾラが入って1分にも満たない時間で決勝ゴールを挙げ、シュトゥットガルトを1-0で下して優勝を決めた。UEFAスーパーカップの出場権を得たため、UEFAチャンピオンズリーグ王者のレアル・マドリードとモナコで対戦することとなった。試合はグスタボ・ポジェの得点でレアル・マドリードを1-0で破り、UEFAスーパーカップも制した。1998年のチェルシーは、1900年代のチェルシーの中で最も成功した年と言える。
1998-99シーズンは、ピエルルイジ・カジラギ、マルセル・デサイー、ブライアン・ラウドルップ、アルベルト・フェレールらを獲得した。カジラギはシーズン途中で大怪我を負った上に、ブライアン・ラウドルップはシーズン序盤にホームシックでデンマークに帰国するなど問題が発生した。これらを受けて、プレイングマネージャーであったジャンルカ・ヴィアッリは監督業に専念するという理由でシーズン途中で選手としての現役を終えた。このシーズンは、連覇を期待されたUEFAカップウィナーズカップではマジョルカに敗れベスト4に終わったが、プレミアリーグでは一時首位に立つなど終盤までマンチェスター・ユナイテッドやアーセナルと優勝争いを繰り広げ3位に入り、UEFAチャンピオンズリーグ出場権を初めて勝ち取った。このシーズン頃からキャプテンのデニス・ワイズ以外が全員外国人で、ピッチ上の11人全員が外国人ということも当たり前になっていた。
1999-2000シーズンにディディエ・デシャンやクリス・サットンらを獲得するもどちらも目立った活躍を見せられずに1年で退団した。3度目となるFAカップ制覇を達成し、旧ウェンブリー・スタジアムを使用した最後のFAカップ王者というおまけ付きでの優勝だった（2006-07シーズンに現行のウェンブリー・スタジアム最初の優勝も果たしている）。このシーズンはチャンピオンズカップ第1回大会を出場辞退して以来、実に44年ぶりにUEFAチャンピオンズリーグに出場した。1次グループリーグでミラン、ヘルタ・ベルリン、ガラタサライと対戦し1位で通過。2次グループリーグではラツィオ、マルセイユ、フェイエノールトと対戦し、ラツィオに次ぐ2位で決勝トーナメントに進出。決勝トーナメントでは準々決勝でバルセロナと対戦し、ホームでは3-1で快勝したものの、アウェーで1-5で敗れ（90分では1-3だったため延長戦が行われた）、2試合合計4-6で姿を消した。

### 2000年代
2000-01シーズンにジミー・フロイド・ハッセルバインク、イェスパー・グレンケア、エイドゥル・グジョンセンらを獲得。ハッセルバインクはリーグ得点王に輝くなどチームを牽引した。シーズン序盤に監督のジャンルカ・ヴィアッリが解任され、同じイタリア人のクラウディオ・ラニエリを招聘したもののリーグでは中位に終わった。UEFAカップでも1回戦で敗退した。
2003-04シーズンは、イタリア人監督のクラウディオ・ラニエリは既存の選手と新加入選手を融合させ、無冠ではあったものの、プレミアリーグで2位、チャンピオンズリーグでもベスト4という好成績を収めた。チャンピオンズリーグの決勝トーナメント準々決勝で、プレミアリーグ無敗優勝という快挙を成し遂げたアーセナルを破り、クラブ史上初めてベスト4に進出した。
2004年夏、前FCポルト監督のジョゼ・モウリーニョが監督に就任。2004-05シーズンは勝ち点95、得失点差57という驚異的な成績でプレミアリーグを独走。1954-55シーズン以来50年ぶりにトップリーグでの優勝を果たし、カーリングカップも制して2冠でクラブ創立100周年を祝った。チャンピオンズリーグでは2年連続でベスト4に進出したものの、大会の優勝チームのリヴァプールに敗れ、クラブ史上初の決勝進出はならなかった。

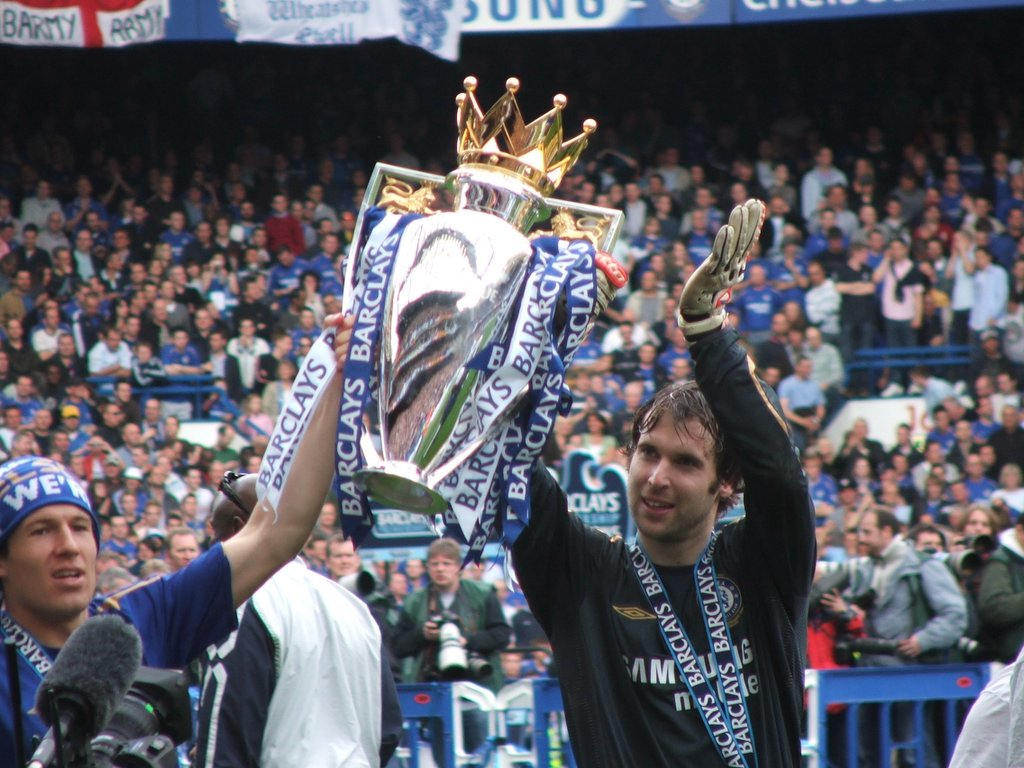
2005-06シーズンのリーグ連覇

2005-06シーズンは、プレミアリーグ創設後、マンチェスター・ユナイテッドに次いで2クラブ目のリーグ連覇を達成。モウリーニョの就任後、ホームスタジアムであるスタンフォード・ブリッジでは正に無敵の状態で、このシーズンは19戦18勝1分けという圧倒的な強さであった。チャンピオンズリーグでは決勝トーナメント1回戦で2年連続でバルセロナと対戦し、敗れてベスト16に終わっている。
2006年夏の移籍市場で、ミヒャエル・バラック、アンドリー・シェフチェンコ、アシュリー・コールら大物選手を獲得した一方でダミアン・ダフ、エイドゥル・グジョンセン、ウィリアム・ギャラスといったそれまでの主力選手を放出してチーム編成を一新した。2006-07シーズンはカーリングカップとFAカップの2冠を達成し、モウリーニョの監督就任以来3年連続でタイトルを獲得するも、リーグではマンチェスター・ユナイテッドの後塵を拝して2位に終わり、3連覇を逃した。チャンピオンズリーグでも2年前と同様、決勝トーナメント準決勝でリヴァプールに敗れベスト4の壁を越えることはできなかった。このシーズンの結果を受けて、高額な給料に反して期待された活躍が出来ずに終わった新加入選手と、その獲得を推したとされるクラブの経営陣に対する批判が起きた。
こうした状況は2007-08シーズンも続き、シーズン序盤の9月20日に強いカリスマ性で選手やファンから支持されてきたモウリーニョが辞任すると、動揺を露にする選手の声、経営陣の責任を問うファンの声などが頻繁に聞かれた。フットボールディレクターであったアヴラム・グラントが新監督に昇格し、混乱の残るチームを引き継いだグラントはチーム内で燻る不満の沈静化に着手し、コーチとして新たに招聘されたヘンク・テン・カテと共に新体制を始動させた。選手の求心力を失い、優勝を競う力は残されていないかに思われていたが、新体制の下でチームは徐々に息を吹き返し、リーグでは前年同様マンチェスター・ユナイテッドに優勝を譲ったものの、最終節までもつれる猛追を見せた。またクラブ史上初めてチャンピオンズリーグの決勝進出を果たし、再びマンチェスター・ユナイテッドと対戦。雨の降るモスクワ、ルジニキ・スタジアムで行われたチャンピオンズリーグ決勝（2008年5月21日）は、120分で決着が付かずPK戦にもつれ込んだ。キャプテンのジョン・テリーが足をとられて失敗し、またしてもマンチェスター・ユナイテッドの前に敗れ、チャンピオンズリーグ制覇を目前で逃すこととなった。この結果、4シーズンぶりに無冠に終わった責任を取る形でグラントは解任された。
その後、ポルトガル代表監督を退任したルイス・フェリペ・スコラーリが監督に就任し、2008年夏に彼の教え子であるデコなどを獲得した。2008-09シーズンは、開幕当初こそ期待通りのテクニカルなパフォーマンスを見せたものの、優勝を争う上位陣との直接対決で勝負弱さを露呈し、徐々に優勝争いから脱落していった。2004年2月21日から続いたホーム連続無敗記録（86試合）が2008年10月27日のリバプール戦でストップするなど、ホームでの戦績も低迷した。2009年2月11日にスコラーリは解任され、後任としてロシア代表監督であったフース・ヒディンクがシーズン終了まで暫定的にロシア代表との兼任という形で就任した。ヒディンクは短期間でチームの建て直しに成功し、プレミアリーグ3位、チャンピオンズリーグベスト4という成績を残した。シーズン最後の試合となったFAカップ決勝でエヴァートンを破りタイトルをもたらして2008-09シーズンの有終の美を飾った。

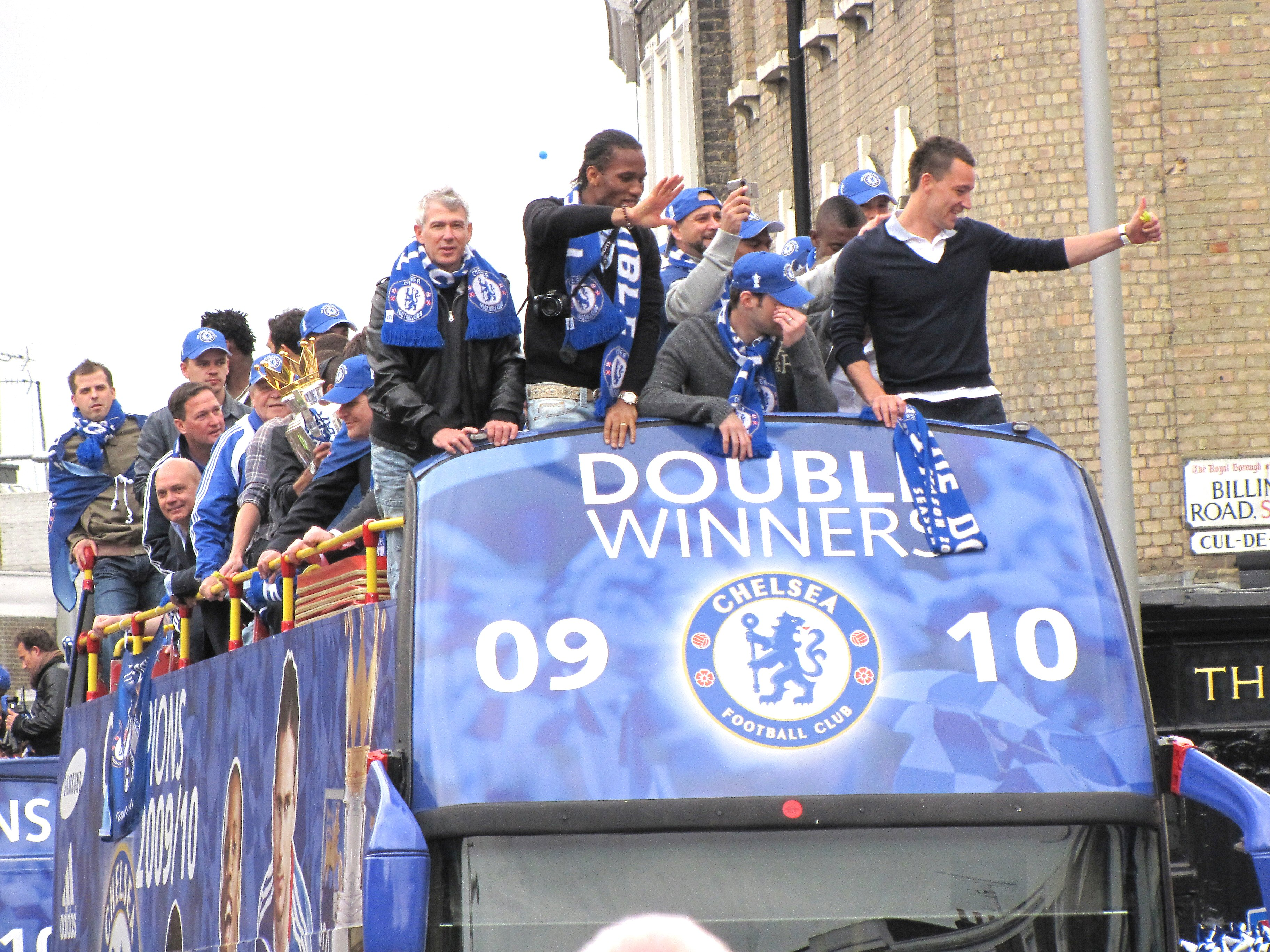
2009-10シーズンのリーグとFAカップ2冠達成パレード

モウリーニョの退任後2シーズンで4人の監督が入れ替わった同クラブは、長期政権を築くべく、8シーズンに渡ってACミランの指揮をとり、チャンピオンズリーグを二度制覇したカルロ・アンチェロッティを新たな指揮官として迎えた。2009-10シーズンは、コミュニティーシールドでマンチェスター・ユナイテッドをPK戦の末に破り、4年ぶりに同タイトルを獲得した。この試合、PK戦での勝利は、1998年のジャンルカ・ヴィアッリ監督時代のリーグカップ準々決勝戦以来の11年ぶりの勝利となった。チャンピオンズリーグではラウンド16でモウリーニョ率いるインテル・ミラノと対戦した。結果は2戦2敗で、チェルシーはベスト16に終わった。プレミアリーグでは、マンチェスター・ユナイテッドとの最終節までもつれた優勝争いを制し、4シーズンぶり4度目の優勝を果たした。当時ビッグフォーと呼ばれていたマンチェスター・ユナイテッド、アーセナル、リバプールとの直接対決において、6戦全勝を達成したことが優勝の原動力となった。このシーズンはアンチェロッティ監督の下、攻撃に磨きがかかり、シーズン通算103得点を記録。これは1999-00シーズンのマンチェスター・ユナイテッドの97得点を抜くプレミアリーグ記録となった。得失点差71も2007-08シーズンのマンチェスター・ユナイテッドが記録した58を上回るプレミアリーグ記録である。FAカップ決勝ではディディエ・ドログバのフリーキックで先制し、ポーツマスとのプレミアリーグ優勝・最下位対決を1-0で制してFAカップ2連覇を達成。クラブ初のリーグとFAカップ2冠を達成した。ユースチームもFAユースカップで1960年･61年の連覇以来、3度目の優勝を飾った。

### 2010年代

#### 2010-11シーズン
プレミアリーグでは序盤は好調だったが主力の離脱や不調が重なり中盤以降失速。冬の移籍市場では、プレミアリーグ史上最高額となる5000万ポンドでフェルナンド・トーレスやSLベンフィカからブラジル代表DFのダヴィド・ルイスを獲得した。終盤は盛り返して首位のマンチェスター・ユナイテッドに迫ったが、最終盤の直接対決で敗れて2位に終わった。チャンピオンズリーグでもユナイテッドに準々決勝で敗れベスト8で敗退。その他のカップ戦でも敗れ、3シーズンぶりの無冠となった。監督のアンチェロッティは解任され、新監督にはFCポルトでモウリーニョ以来の三冠を達成したアンドレ・ビラス・ボアスが就任した。

#### 2011-12シーズン

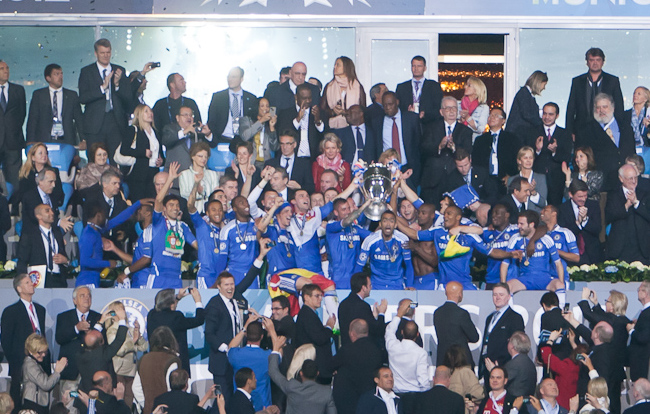
2011-12シーズンにUEFAチャンピオンズリーグを初制覇

夏の移籍市場では、ラウル・メイレレスやフアン・マタ、ロメル・ルカク、ティボ・クルトゥワ、オリオール・ロメウらを獲得。アンドレ・ビラス・ボアス新監督の下で再生を期したが、プレミアリーグではシーズン半ばから低迷。UEFAチャンピオンズリーグでも決勝トーナメント敗退の危機に陥り、WBAに敗れた翌日の2012年3月4日にアンドレ・ビラス・ボアスは解任された。後任にはアシスタントコーチのロベルト・ディ・マッテオが暫定で就任した。するとチームは調子を上げ、決勝でリバプールを破りFAカップを制覇。UEFAチャンピオンズリーグ決勝ではバイエルン・ミュンヘンと対戦。後半の37分にバイエルンのトーマス・ミュラーが先制点を挙げるも、後半43分にディディエ・ドログバがフアン・マタのコーナーキックからヘディングで同点とした。ドログバはこの試合を最後に退団することが決まっており、その彼の得点時に解説を行っていたギャリー・ネビルの反応は有名である。延長戦ではドログバのリベリへのファールでバイエルンにPKが与えられるもこれをチェフが防ぎ、結局1-1のまま終了。PK戦ではチェフが5本全てのコースを読み、うち2本をセーブしたのち、5人目のキッカーであったドログバがネットを揺らして悲願のチャンピオンズリーグ制覇を達成した。ロベルト・ディ・マッテオは暫定監督にも関わらずFAカップとUEFAチャンピオンズリーグの2冠を達成した。

#### 2012-13シーズン
暫定監督であったロベルト・ディ・マッテオが正式な監督に就任。ドログバやサロモン・カルー、エッシェンが退団する中、移籍市場ではエデン・アザールやオスカル、マルコ・マリン、セサル・アスピリクエタ、ビクター・モーゼス、アンドレアス・クリステンセンらを獲得。UEFAスーパーカップはアトレティコ・マドリードに敗れた。ディ・マッテオ監督は開幕からチームの指揮を執っていたが、11月に成績不振により途中解任。後続にラファエル・ベニテスが就任した。その後立て直しを図ろうとしたものの、UEFAチャンピオンズリーグはユヴェントスやシャフタール・ドネツクに競り負けグループリーグ敗退。グループ3位であったためUEFAヨーロッパリーグに回ることとなった。なお前年度王者がチャンピオンズリーグでグループリーグ敗退となるのは史上初であった。FIFAクラブワールドカップ2012にも出場したが決勝で南米王者コリンチャンスに惜敗し準優勝に終わった。冬の移籍市場ではニューカッスル・ユナイテッドからデンバ・バを獲得した。それでも、UEFAヨーロッパリーグでは決勝でSLベンフィカを破り、前年度UEFAチャンピオンズリーグ優勝に続き、UEFAヨーロッパリーグを制覇した。これによりUEFAチャンピオンズリーグとUEFAヨーロッパリーグのトロフィーを同時に保持する初めてのクラブとなった（EL決勝はCL決勝よりも早く開催されるため）。

#### 2013-14シーズン
2013年6月3日、ジョゼ・モウリーニョの監督復帰が発表された。フラムからマーク・シュウォーツァー、レヴァークーゼンからアンドレ・シュールレ、アンジ・マハチカラからウィリアン、フィテッセからマルコ・ファン・ヒンケル獲得。さらにはモウリーニョにとってはインテル時代の教え子であるサミュエル・エトーをも獲得した。冬の移籍市場ではフアン・マタやケヴィン・デ・ブライネを放出したが、リヴァプールFCを出し抜きエジプト代表FWのモハメド・サラーをFCバーゼルから獲得し、セルビア代表MFネマニャ・マティッチをSLベンフィカから獲得した。プレミアリーグでは2014年2月4日にそれまで11戦全勝だったエティハド・スタジアムでマンチェスター・シティを、4月27日にそのマンチェスター・シティとのプレミア頂上決戦を制したリヴァプールを破るなど、上位チーム相手には勝負強さを見せたが、2014年4月20日のサンダーランドにホームで敗れるなど、中盤から終盤にかけてアストン・ヴィラやWBA、ノリッジ・シティといった下位相手に勝ち点を取りこぼし、3位に終わった。2シーズンぶりの覇権奪回を目指したチャンピオンズリーグではアトレティコ・マドリードに2戦合計1-3で敗れ、FAカップでは5回戦でシティに（ベスト16）、キャピタル・ワンカップは準々決勝でサンダーランドに敗れた。

#### 2014-15シーズン
2014年8月、アトレティコ・マドリードからジエゴ・コスタ、フィリペ・ルイス、ティボ・クルトゥワ（レンタル期間の終了による復帰）、FCバルセロナからセスク・ファブレガスを獲得。更にガラタサライSKからディディエ・ドログバの約2年ぶりの復帰が決まったのに加え、冬にはフィオレンティーナからフアン・クアドラードを獲得した。キャピタルワンカップではダービー・カウンティ、準決勝ではリヴァプール、決勝はトッテナムを撃破し8年ぶり5回目の優勝を果たした。チャンピオンズリーグでは決勝トーナメント1回戦でパリ・サンジェルマンと対戦。パリでの1stレグを1-1で終え2ndレグもケイヒルのゴールで先制し86分まで1-0（2戦合計で2-1）と優位に立ちながら、奇しくも4950万ユーロで売却したダビド・ルイスに同点のヘディングを決められるという竹箆返しを喰らうと、延長戦でもアザールのPKで一度は勝ち越したものの、その前にPKを献上したセレソンのセンターバック・チアゴ・シウバにもコーナーキックから事実上の逆転弾を決められ2戦合計3-3、アウェーゴール差でベスト16で敗退した。しかし、2015年5月3日のプレミアリーグ第35節のクリスタル・パレス戦で1-0で勝利すると勝ち点を「83」に伸ばし、2009-10シーズン以来となる5年ぶり、5度目のプレミアリーグ制覇を果たした。200日以上も首位に立ち続けての優勝だった。

#### 2015-16シーズン
2015年7月、長年チェルシーの守護神を務めたGKのペトル・チェフがアーセナルに移籍した為、アスミル・ベゴヴィッチを獲得した。加えてFCバルセロナからペドロ・ロドリゲスを、ASモナコからラダメル・ファルカオを獲得。UEFAチャンピオンズリーグではグループリーグを首位で突破して決勝トーナメントに進出したが、プレミアリーグでは前年から10番を背負うアザールの初ゴールを開幕から29試合目まで待たなければならず、ジエゴ・コスタがウェイトオーバーになる誤算が生じ、最少失点を誇っていた守備陣も11節を終えて前年は11失点に抑えていたのが22失点を喫する等パフォーマンスを落として下位に低迷。第16節のレスター・シティ戦に敗れ降格圏まで1ポイント差まで迫られると、2015年12月17日にジョゼ・モウリーニョと契約解消(両者合意のものと発表されたが、事実上の解任)。後任にはシーズン終了までの暫定監督としてフース・ヒディンクが就任した。冬の移籍市場ではアレシャンドレ・パトを獲得。チャンピオンズリーグでは3シーズン連続での対戦となったパリ・サンジェルマンFCに合計スコア2-4で敗れ2年連続ベスト16に終わった。

#### 2016-17シーズン
アントニオ・コンテが新監督に就任。フィオレンティーナからマルコス・アロンソ、オリンピック・マルセイユからミシー・バチュアイ、レスター・シティから昨シーズンの「奇跡の優勝」に貢献したエンゴロ・カンテを獲得し、さらにはパリ・サンジェルマンからダヴィド・ルイスを再獲得、ビクター・モーゼスがレンタルから復帰した。序盤戦はコンテが取り組んだ「3-4-3」システムがはまり、第7節ハル・シティ戦から第20節のトッテナム戦に敗れるまでクラブ記録の13連勝を達成するなど好調を維持。その後はトッテナムに追いすがられるも、第36節のWBA戦で勝利し2季ぶりの優勝を決めた。

#### 2017-18シーズン
コンテ体制2年目。ウィリー・カバジェロ、ティエムエ・バカヨコ、アントニオ・リュディガー、アルバロ・モラタを獲得する一方でアスミル・ベゴヴィッチ、ネマニャ・マティッチ、ナタン・アケ、ナサニエル・チャロバーを売却。クル・ズマ、ルーベン・ロフタス＝チークをレンタルで放出。その他には、移籍市場の最終日にダニー・ドリンクウォーターとダヴィデ・ザッパコスタを獲得し、アンドレアス・クリステンセンがレンタルバック。
開幕戦で、ガリー・ケーヒルとセスク・ファブレガスが退場してバーンリーFCに敗れる波乱の幕開けとなったが、その後はモラタなど新戦力がコンスタントに活躍し、リーグ3位の成績で2017年を終える。しかし、年が明けると主力選手が軒並み調子を落とし、同じロンドン市内を本拠地を置くアーセナルからオリヴィエ・ジルーを獲得して乗り切ろうとしたが、チームも一気に低迷。特に、1月31日のAFCボーンマス戦を0-3、2月5日のワトフォードFC戦を1-4で落とす衝撃の連敗を喫するなど1月と2月のリーグ戦計7試合で2勝しかできず、CL出場圏外の5位まで順位を落としてしまった。4月1日のトッテナム・ホットスパーFC戦を1-3で落としたことで4位との勝ち点差が10まで広がった。その後6試合を4勝2分けと追い上げを見せるも、最終節でニューカッスル・ユナイテッドに0-3で敗れて5位フィニッシュ。CL出場権を逃してしまった。シーズン終了後、アントニオ・コンテは解任された。

#### 2018-19シーズン
新監督にSSCナポリの監督を退任したマウリツィオ・サッリを招聘。サッリに引き抜かれる形でナポリからジョルジーニョを獲得した。また、守護神のクルトゥワがレアル・マドリードに移籍することになったが、代役としてアスレティック・ビルバオからケパ・アリサバラガをGK史上最高額の7100万ポンドで獲得した。さらにレアルからはマテオ・コヴァチッチをレンタルで獲得。ティエムエ・バカヨコ、クル・ズマ、ミシー・バチュアイらをレンタルで放出した。
当初はサッリ独特のポゼッション戦術の浸透に時間がかかることから苦戦も予想されていたが、序盤から新戦力がフィットし、開幕12戦無敗とスタートダッシュに成功。冬の移籍市場ではビクター・モーゼス、セスク、モラタを放出し、ゴンサロ・イグアインをレンタルで獲得。しかし、対策が進むと徐々に調子を落としはじめ、24節AFCボーンマス戦に0-4で大敗し、26節で宿敵マンチェスター・シティに0-6で惨敗すると6位に転落しサッリ解任論が浮上。直後のカラバオカップ決勝でケパがサッリの交代命令を拒否して騒動になるなどチーム状態は最悪となった。その後は調子を取り戻し順調に勝ち点を積み上げると、終盤はアーセナル、マンチェスター・ユナイテッドらライバルクラブの急失速もあって順位を上げ、37節ワトフォード戦に勝利し1試合を残して4位以内が確定。結局3位で終了しCL出場権を獲得した。カラバオカップは3回戦でリバプール、準決勝でトッテナムを撃破し4年ぶりに決勝へ進出。決勝はマンチェスター・シティ相手に120分スコアレスと奮闘したがPK戦で敗れた。FAカップは5回戦でマンチェスター・ユナイテッドに敗れた。
ELはグループリーグを5勝1分と無敗で首位通過すると、無敗のままマルメFF、ディナモ・キーウ、スラヴィア・プラハ、フランクフルトを撃破し決勝進出。決勝はアーセナルとの「ビッグロンドン・ダービー」となったが4-1で勝利し5年ぶり2度目の優勝を飾った。欧州大会では11年ぶりとなる大会無敗優勝となった。
2月22日、18歳以下の選手に関する移籍条項に違反したとしてFIFAから今後2度の移籍市場における補強禁止処分を受けた。補強禁止処分を受けるのはレアル・マドリード、アトレティコ・マドリード、バルセロナに次いで4クラブ目、プレミアリーグでは史上初となる。

#### 2019-20シーズン
監督サッリが母国イタリアへの復帰を希望し、ユヴェントスFCの監督に就任。新監督に2部のダービー・カウンティを率いていたクラブのレジェンドであるフランク・ランパードを招聘した。また補強禁止処分のため新戦力は昨年冬にドルトムントから獲得していたクリスチャン・プリシッチのみ。他はミシー・バチュアイ、クル・ズマ、タミー・アブラハム、メイソン・マウントといったレンタルバックで加入した若手のみに留まった。その一方で、長年エースとして活躍したエデン・アザールがかねてより熱望していたレアル・マドリードへの移籍を果たした他、ゴンサロ・イグアインは買い取りオプションを行使せずユヴェントスへ復帰し、ダビド・ルイスはアーセナルFCへ電撃移籍するなど、複数の主力選手を失った。
こうした状況もあって下馬評は高くなくリーグ戦トップ10フィニッシュすら危惧する声もあったが、いざ開幕してみると12節で2桁得点に達したアブラハムやクラブのリーグ戦最年少ハットトリック記録を塗り替えたプリシッチ、さらにはマウントやフィカヨ・トモリ、リース・ジェイムズといった若手選手が続々とブレイクし、第7節からの7連勝で4位まで浮上。その後は調子を落としたが、なんとか4位を守ったまま新型コロナウイルスによる中断期間に入る。中断開けからは調子を落としてきた3位レスター・シティ、逆に調子を上げてきた5位マンチェスター・ユナイテッドと三つ巴のCL出場権争いとなり、最終節までCL出場権獲得チームが決まらない大混戦にもつれ込んだが、最終節でウルヴァーハンプトンを2-0で破り4位となりCL出場権を獲得した。
2年ぶりに参戦となったCLはグループリーグでアヤックス、バレンシア、リールと同組になり、大混戦の末最終節でリールに勝利して2位に浮上し逆転で決勝トーナメント進出を決めた。ラウンド16ではバイエルン・ミュンヘンと対戦。この年トレブルを達成する相手に力の差を見せつけられ2戦合計1-7で完敗、4大会連続のベスト16敗退となった。
12月6日、補強禁止処分に対する異議申し立てがCASに認められ、処分軽減の裁定が下された。これにより今冬の移籍市場から選手補強が可能となった。しかし、結局冬の移籍市場で新戦力を獲得することはなかった。

### 2020年代

#### 2020-21シーズン
ランパード体制2年目。前年補強がなかったために発生した潤沢な補強資金を使い、超大型補強を展開。シーズン中の2月にアヤックスからハキム・ツィエク、6月にRBライプツィヒからティモ・ヴェルナーの加入が決定。移籍期間になるとレスター・シティからベン・チルウェル、クラブレコードの移籍金でレヴァークーゼンからMFカイ・ハフェルツ、PSGを退団したチアゴ・シウバとニースを退団したマラング・サールをいずれもフリーで獲得。シーズン開幕後にはレンヌからエドゥアール・メンディも獲得し、獲得に費やした移籍金は300億円を超えたとも言われる。一方で、7年在籍したウィリアン、5年在籍したペドロが退団し、ミシー・バチュアイ、ロス・バークリー、ルーベン・ロフタス＝チークが出場機会を求めてレンタル移籍するなど、大幅な血の入れ替えが行われた。
大型補強により躍進が期待されたシーズンは、9月末から12月初めまで公式戦17試合無敗を記録し、リーグ戦でも12月5日に暫定首位に浮上するなど安定した戦いを見せていたが、ヴェルナーが8節のシェフィールド・ユナイテッド戦を最後に得点をあげられなくなり、ハフェルツやツィエクは適したポジションを見つけ出せないなど新戦力の融合に苦しみ、12節のエバートン戦に1-0で敗れてからは、6試合で1勝1分4敗と急失速。前半戦を9位で折り返すことになり、1月25日、フランク・ランパード監督が解任された。翌日に前PSG監督のトーマス・トゥヘル監督が就任すると、そこから14試合で2失点と堅守を手に入れ、チームが一気に復活。退場者を出した30節ウェスト・ブロムウィッチ・アルビオン戦こそ2-5で落としたが、35節まで16試合で10勝5分1敗で3位まで浮上し、レスター・シティ、リヴァプールとのCL出場権争いに入り込む。36節のアーセナルFC戦で敗れたが37節にレスターとの直接対決を制した。最終節アストン・ヴィラ戦で敗れたものの、レスターがトッテナム・ホットスパーFCに敗れたため、4位でCL出場権を獲得した。FAカップは順調に勝ち進み、2年連続で決勝に進出するも、決勝でレスターに屈して2年連続の準優勝に終わった。カラバオカップは2回戦でトッテナムにPK戦の末敗退した。
チャンピオンズリーグはグループリーグでセビージャFC、FCクラスノダール、スタッド・レンヌと同組になり、4戦目に3勝1分で決勝トーナメント進出を決め、5節にオリヴィエ・ジルーの4ゴールでセビージャを破って、首位通過を確定させた。監督交代を経て、ラウンド16はアトレティコ・マドリードと対戦し、2戦合計3-0で7年ぶりに準々決勝進出を決めた。その後FCポルト、レアル・マドリードを撃破して9年ぶりに決勝に駒を進めると、決勝ではリーグ王者のマンチェスター・シティと対戦。42分にハフェルツが挙げたCL初ゴールを守り切って9年ぶりに優勝を果たした。

#### 2021-22シーズン
トゥヘル体制2年目。インテルからクラブ史上最高額の移籍金でロメル・ルカクが7年ぶりに復帰。アトレティコ・マドリードからサウール・ニゲスを買取オプション付レンタルで獲得、マーカス・ベッティネッリをフリーで獲得した。オリヴィエ・ジルーがACミラン、タミー・アブラハムがローマ、クル・ズマがウェストハム、ダヴィデ・ザッパコスタがアタランタBCに完全移籍したほか、ビリー・ギルモアがノリッジ・シティ、エメルソンがリヨンにレンタル移籍した。第4節のアストン・ヴィラ戦に勝利したことで、マンチェスター・ユナイテッドに続いて史上2クラブ目にプレミアリーグ通算600勝を達成した。2度目の出場となったFIFAクラブワールドカップ2021は決勝で南米代表のパルメイラスに延長戦の末ルカクとハフェルツのゴールで2-1で勝利し、初の世界一に輝いた。クラブW杯とUEFA主要タイトルを全て獲得したクラブとなった。
序盤は攻守がかみ合い、最初の10試合を8勝1分1敗の勝ち点25として首位を走る。しかし12月に入るとベン・チルウェルの長期離脱をはじめ、怪我と新型コロナウイルス感染によって試合成立もギリギリの状況になり、次の10試合で3勝5分2敗と勝ち切れない状況が続いて3位に下がる。その後、後述のロシア侵攻による制裁で一時はクラブ存続すら危ぶまれる事態となるが、FIFAクラブワールドカップ2021参戦による過密日程の中で粘り強く戦い順位をキープ。最終的には過去5年で最高となる勝ち点74を獲得、3位でリーグ戦を終え、来季のCL出場権を得た。
前年王者として迎えたCLはグループリーグでユヴェントス、マルメFF、ゼニトと対戦。第2節で敗れたユヴェントスを第5節で4-0と返り討ちにしたところでグループ通過を決めたが、勝てば首位通過となった第6節でゼニトに引き分けて2位通過となる。ラウンド16ではリールを相手に2連勝し、準々決勝でレアル・マドリードと対戦。ホームでの第1戦を1-3で落とすと第2戦では一時3-0として2戦合計で逆転するも、その後1点を返されて2戦合計4-4となり、延長戦で勝ち越されて敗退した。PFLカップとFAカップでは共に決勝に進出したが、共に延長PK戦の末にリヴァプールに敗れ、FIFAクラブワールドカップを獲得したのみに終わった。
2月24日から始まったロシアのウクライナ侵攻に伴い、オーナーのアブラモビッチがロシアのプーチン大統領との関係が深いことなどが疑われ、イギリス政府によりアブラモビッチの資産凍結が3月10日になされた。この決定によりアブラモビッチの資産であるチェルシーFCは、選手の契約延長、新選手獲得の禁止、および公式グッズの販売禁止などの制裁を受けることとなった。この制裁が影響して、アントニオ・リュディガーやアンドレアス・クリステンセンといった主力選手との契約更新ができず、フリーでの放出を余儀なくされることとなった。
2022年5月30日、ロサンゼルス・ドジャースの共同オーナーであるトッド・ベーリーらの共同事業体は、総額42億5000万ポンド（約6800億円）でクラブの買収を完了したことを発表した。

#### 2022-23シーズン
トゥヘル体制3年目。新体制初の補強としてマンチェスター・シティからラヒーム・スターリングを獲得。さらにSSCナポリからカリドゥ・クリバリ、ブライトンからマルク・ククレジャ、レスターからウェズレイ・フォファナ、アストン・ヴィラFCからカーニー・チュクエメカ、移籍期限最終日にはFCバルセロナからピエール＝エメリク・オーバメヤン、ユヴェントスFCからデニス・ザカリアをレンタルで獲得した。補強に投じた費用は総額2億5000万ポンドとも言われ、アブラモヴィッチ体制と変わらないような大補強を行った。さらに昨シーズンそれぞれレンタル先で評価を高めたアルマンド・ブロヤとコナー・ギャラガーが復帰した。一方、前述のリュディガー、クリステンセンの退団に加え、昨年クラブ記録の移籍金で獲得したロメル・ルカクはインテルに復帰。サウールは買取オプションを行使せずアトレティコにレンタルバック、ティモ・ヴェルナーがRBライプツィヒに復帰、マルコス・アロンソがバルセロナ、エメルソン・パルミエリがウェストハム、マラング・サールがASモナコ、ビリー・ギルモアがブライトン、ミシー・バチュアイがフェネルバフチェSKへそれぞれ移籍。ロス・バークリーと契約解除した。カラム・ハドソン＝オドイはバイエル・レバークーゼンにレンタル移籍した。
エヴァートンとの開幕戦でジョルジーニョのPKによって勝利を収めた。しかし、その後なかなか攻守が噛み合わず、CLグループステージ第一節ザグレブ戦の敗北後トゥヘル監督を解任、ブライトンの監督であったグレアム・ポッターを招聘し、コーチ陣を引き抜いた。就任後はリーグ戦4連勝を果たし一度はCL圏内まで浮上したが、その後3連敗を喫して8位に転落。ワールドカップ中断を迎えた。中断後も引き続き10名以上の負傷離脱者に悩まされ、順位を10位まで落とした。
CLはグループリーグでザグレブ、ザルツブルグ、ACミランと同組となる。ポッターの初陣となったザルツブルグ戦を引き分けて一時グループ最下位となるも、3節からACミランに連勝するとそのまま4連勝で首位突破を果たした。ラウンド16ではボルシア・ドルトムントと対戦することが決定。2戦合計スコア2−1で勝利し、ラウンド8ではレアルマドリード相手に2戦合計スコア0−4で敗北した。
冬の移籍市場では英国史上最高額となる1億680万ポンド（約170億円）でエンソ・フェルナンデスを獲得。その他にも計8人の選手を獲得し3億2300万ポンド（約515億円）を費やした。
4月2日のプレミアリーグ第28節、アストン・ヴィラ戦での敗戦をきっかけに、成績不振のためポッター監督が解任され、アシスタントコーチを務めていたブルーノ・サルトールが暫定的に指揮を執ることとなった。
4月6日、フランク・ランパードがシーズン終了まで暫定監督に就任する。しかしチームを立て直すことができず、公式戦1勝2分け8敗、最終的に12位でシーズンを終えた。
プレミアリーグではクラブ史上最低勝ち点および最低得失点差であり、勝ち点「44」は、2部に降格した1987－88シーズンの勝ち点「42」以来の最少勝ち点となり、12位という順位は1993－94シーズンの14位に次ぐワースト記録となった。

#### 2023-24シーズン
新監督にマウリシオ・ポチェッティーノが就任。11年在籍した主将セサル・アスピリクエタ(→アトレティコ・マドリード)、8年在籍したエンゴロ・カンテ(→アル・イテハド)を筆頭に、メイソン・マウント(→マンチェスター・ユナイテッド)、カイ・ハフェルツ(→アーセナルFC)、マテオ・コヴァチッチ(→マンチェスター・シティ)、ルーベン・ロフタス＝チーク、クリスチャン・プリシッチ(→共にACミラン)、エドゥアール・メンディ(→アル・アハリ)など多くの主力・クラブ生え抜き選手が移籍した。さらにピエール＝エメリク・オーバメヤン(→マルセイユ)、カリドゥ・クリバリ(→アル・ヒラル)は1年で退団、デニス・ザカリアは買取オプションを行使せず、ジョアン・フェリックスはローンバックした。レンタル移籍を含めると総勢24名がクラブを離れた。
RBライプツィヒからクリストファー・エンクンク、ビジャレアルCFからニコラス・ジャクソン、ブライトンから英国史上最高額となる1億2100万ポンドでモイセス・カイセド、サウサンプトンFCからロメオ・ラヴィア、ASモナコからアクセル・ディサシを獲得。ブライトンからはGKロベルト・サンチェスも獲得し、全ポジション満遍なく補強を行った。さらにレンタル先で評価を高めたリーヴァイ・コルウィルが復帰し、レスリー・ウゴチュク(←レンヌ)、ペトロヴィッチ(←ニューイングランド)など若手も積極的に獲得。最終日にはマンチェスター・シティからコール・パーマーを獲得し、総勢12名が加入。
リーグ戦は開幕節のリヴァプール戦で引き分け、2節のウェストハム戦は3-1の敗戦と厳しいスタートとなった。第4節のノッティンガム・フォレスト戦でカウンター1発に沈み6節まで無得点の試合が続くなど得点力不足に悩まされた。
しかし7節のフラム戦で2得点を奪い勝利すると、続くバーンリー戦やトッテナム戦、マンチェスター・シティ戦で4得点を挙げるなど、得点力に改善が見られ始める。逆に守備に問題を抱え始め、特に11月にはリーグ戦3試合で9失点を喫した。12月に入っても同じ状況が続き、同月のリーグ戦7試合中無失点はリーグ最下位のシェフィールド・ユナイテッド戦1回のみとなった。この月は11失点を喫している。好調とは言い難い試合が続いた結果、前半戦を12位で折り返し、昨季の苦戦の繰り返しを思わせる展開となった。
それでも新加入のパーマーの台頭などもあり、守備力を得点力でカバーする試合が多くなる。カラバオカップ準決勝ではミドルスブラを相手にアウェイの1stレグを0-1で落としたものの、ホームで行われた2ndレグで6-1の圧勝。決勝に進出した。決勝では21/22シーズンと同じリヴァプールと対戦。延長戦の末最終盤に失点し0-1で敗れ、準優勝となった。なお、チェルシーはこの敗戦で国内カップ戦決勝6連敗となり、これはイングランド史上初の記録となった。
4月5日のマンチェスター・ユナイテッド戦は前半に2点のリードを奪った後3失点を喫しながらも、アディショナルタイムの99分からパーマーが連続で2得点を奪い前半の1点と合わせハットトリックを達成。スコアを4-3とし、逆転勝利を飾った。パーマーはさらに、4月16日のエヴァートン戦で4ゴールを記録。6-0での圧勝に貢献するとともに、自身もリーグ戦20ゴールを記録し、得点ランキングトップタイに浮上した。
得点力はある程度の改善が見られたものの、守備はあまり改善せず、22節のリヴァプール戦と23節のウルブス戦で2試合連続の4失点。スコアレスドローに終わった1月27日開催のFAカップ4回戦アストン・ヴィラ戦以降、クリーンシートは先述のエヴァートン戦まで3ヶ月近く待つことになった。この間に行われた公式戦13試合のうち9試合で複数失点を喫している。特に30節では退場者を出した降格圏のバーンリーに、32節では最下位のシェフィールド・ユナイテッドに複数得点を許しドローに終わるなど格下への取りこぼしの原因になる。リーグ戦33試合消化時点で59失点となり、1試合あたりの平均失点数はリーグワースト6位となっている。
4月24日のアーセナルとのダービーマッチを0-5という惨敗で終えた。チェルシーがアーセナルに5失点を喫するのは2011年10月29日以来約12年半ぶりのこととなった。しかしそこから調子が上向き、5月3日のトッテナム戦を2-0、5月5日のウェストハム戦を5-0で制し、その後最終節のボーンマス戦まで5連勝、昨季を上回る6位でシーズンを終えた。退団が決まっていたチアゴ・シウバが最終節にフル出場し、試合後にはセレモニーが行われた。
チェルシーは2024-25シーズンのUEFAカンファレンスリーグの出場権を獲得し、4年前のCL優勝クラブが第3層の大会に出場するという奇妙な状況となった。
シーズン22ゴールを記録し、アーリング・ハーランドに次ぐリーグ2位の得点を記録したコール・パーマーが最優秀若手選手賞を受賞した。

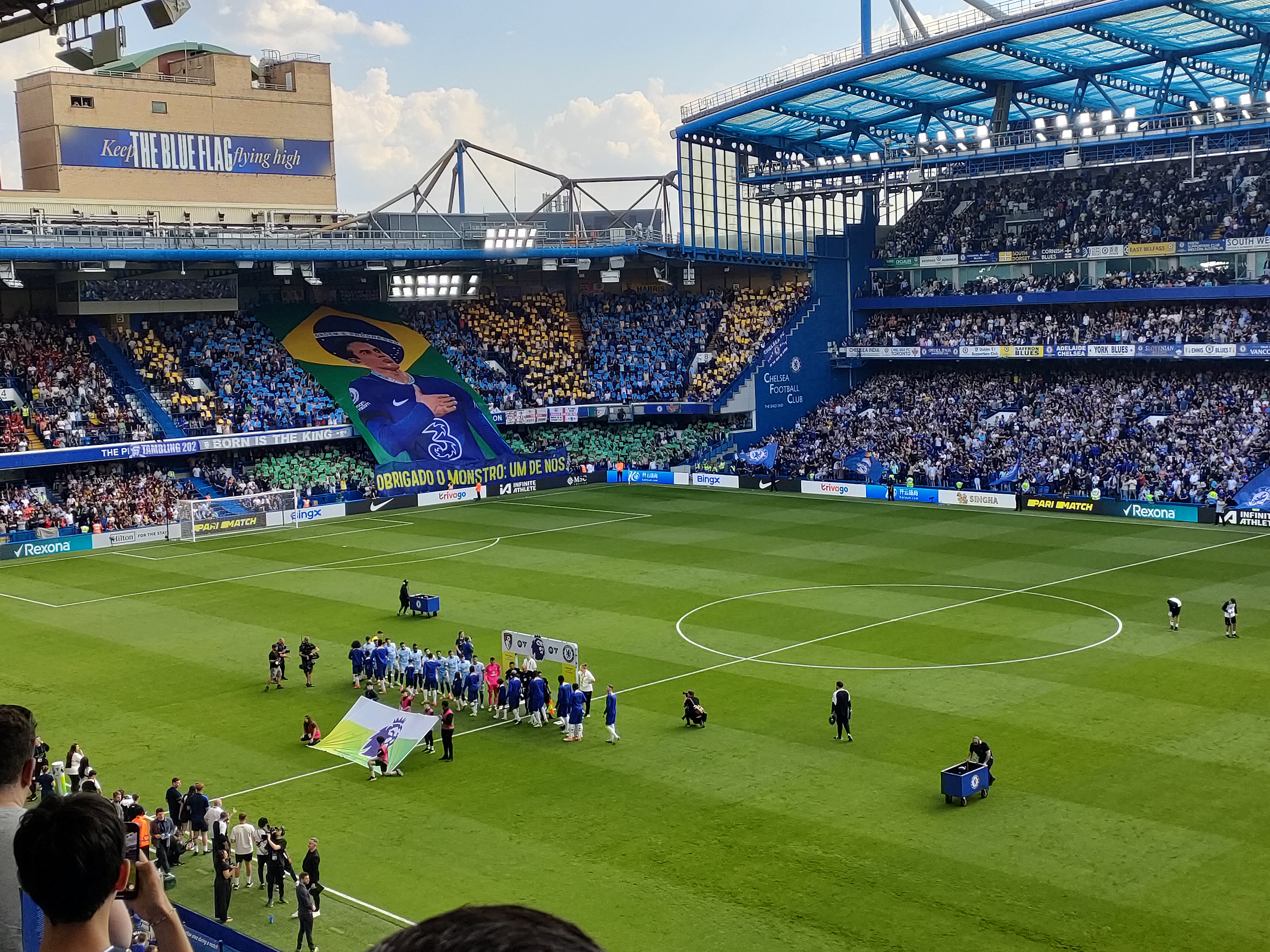
最終節でのチアゴ・シウバのコレオ

#### 2024-25シーズン
新監督にエンツォ・マレスカが就任。
マレスカの教え子であるキアナン・デューズバリー＝ホール、トシン・アダラビオヨ(←フラム)、ペドロ・ネト(←ウォルバーハンプトン)といったプレミアリーグ経験のある選手のほか、レナト・ヴェイガ、マルク・ギヴ、アーロン・アンセルミーノ、フィリップ・ヨルゲンセン、オマリ・ケリーマンといった若手を中心に獲得した。シーズン開幕後にはアトレティコ・マドリードからジョアン・フェリックスが1年ぶりに復帰、マンチェスター・ユナイテッドからジェイドン・サンチョがレンタル加入した。
プレシーズンマッチでは1勝2分3敗に終わり再びの低迷を危惧する声も聞かれ、リーグ開幕戦もマンチェスター・シティ相手に0-2と完敗したものの、2節ウォルバーハンプトン戦で6-2と大勝するとそこから6試合負けなしと好スタートを切る。その後も好調を維持し、16節終了時点で10勝4分2敗、暫定ながら首位リバプールとの勝ち点差2の2位まで浮上。しかしそこからニコラス・ジャクソン、コール・パーマーといった得点源がゴールから遠ざかると、次の10試合を2勝3分5敗と急失速。7位まで転落し、激しいCL出場権争いに巻き込まれる。その後は下馬評の高くない中、粘り強く勝ち点を拾うと、最終節で7位ノッティンガム・フォレストとの直接対決を制して4位となり、3年ぶりにCL出場権を獲得した。
初出場となったUEFAカンファレンスリーグでは順調に勝ち上がり、決勝でベティスを4-1で下し優勝。これでチェルシーは、チャンピオンズリーグ、ヨーロッパリーグ、ウィナーズカップを含め、UEFA主催の4大大会すべてで優勝した初めてのクラブとなった。

## チェルシーと移籍マーケット
ロマン・アブラモヴィッチのオーナー就任当初はスター選手の大量補強で話題となったが、ジョゼ・モウリーニョの監督就任後は彼の意向に沿った堅実路線をとり、調和を重視した成熟されたチーム作りが行われた（無論、そこにはピーター・ケニオンの力があったことは否めない）。ただアブラモヴィッチの豊富な財力を背景にした資金力は欧州随一で、提示する移籍額は相対的にも桁違いで、他クラブが移籍交渉を進めていても、チェルシーが介入した時点で資金力の差から獲得を断念するケースもしばしば見受けられる。そのため、移籍市場のバランスを崩しているとの批判も多いが、この資金力を目当てに相場を超えた移籍金をチェルシーに対し要求するクラブも多いと言われる。少なくとも慢性的な資金不足に悩むクラブにとってチェルシーに選手を売却することは、クラブの財政には好影響を与えるものであることは間違いなく、世界全体の移籍マーケットを活性化し資金を流動化させているとの見方もある。また、近年のプレミアリーグにある移籍傾向などからリーグの資産価値そのものを高めた先駆者として一定の評価をする有識者も存在する。
2006-07シーズン開始前の移籍市場では、ACミランからウクライナ代表FWアンドリー・シェフチェンコ、バイエルン・ミュンヘンからドイツ代表MFミヒャエル・バラックを獲得するなど、レアル・マドリードに代わり移籍市場の主役となった。こうしたスター選手の獲得に加え、将来を有望視される若手選手の発掘もチェルシーの得意とする（ケニオンに加えて、スポーティング・ディレクターのフランク・アルネセンの功績も大きい）ところであり、将来を見据えてラッサナ・ディアラをル・アーブルから獲得。最近ではノルウェーのリンとマンチェスター・ユナイテッドの共同保有選手であったナイジェリア出身の若手MFジョン・オビ・ミケルを獲得し、またフェイエノールトからはFWサロモン・カルーを新たに獲得し若手の育成にも力を入れるなど、将来を見据えた基盤改革を行っている。
2020年夏の移籍期間では、他のクラブが新型コロナウイルスの流行による減収によって資金不足に苦しむなか、前年の補強禁止処分により例年以上に潤沢となった資金を元手に、ハキム・ツィエク、ティモ・ヴェルナー、ベン・チルウェル、カイ・ハフェルツ、チアゴ・シウバら即戦力を補強。獲得に費やした移籍金は2位マンチェスター・シティの1.5倍以上、総額で300億円を超えたとも言われ、ヨーロッパで最も移籍金を支出したクラブとなった。
しかし、前記の通り、2022年2月24日からのロシアのウクライナ侵攻から始まったロシア資産の凍結でアブラモビッチによる移籍マーケット市場参戦は終わりを告げることとなった。
オーナーが交代した2022年夏の移籍市場では総額2億7110万ポンドともいわれる金額を費やし、プレミアリーグのクラブが一つの移籍市場で費やした移籍金の規模では史上最大の記録を樹立した。また冬の移籍市場でも積極的な動きをみせ、英国史上最高額となる1億680万ポンド（約170億円）でエンソ・フェルナンデスを獲得。その他にも計8人の選手を獲得し3億2300万ポンド（約515億円）を費やした。それだけでなく、上述のフェルナンデス(8年半契約)を始めミハイロ・ムドリク(8年半)・ノニ・マドゥエケ、ブノワ・バジアシーレ(ともに7年半)など、長期契約を締結することで移籍金の減価償却の期間を伸ばし、単年の負担を減らす手法を取った。これを受けて2023年シーズンから、移籍金の減価償却ルールが最大5年以内に変更された。2023−24シーズン開幕前の夏の移籍市場では英国史上最高額を更新する1億2100万ポンドでモイセス・カイセドを獲得するなど補強の面でも目立ったがレンタル移籍を含めると総勢24名がクラブを離れるなど大きく陣容を入れ替えることになった。

## ダービーマッチ
同じ西ロンドンに本拠を置くフラムFCとクイーンズ・パーク・レンジャーズFCとブレントフォードFCはライバル関係にあり、両クラブの試合はウェスト・ロンドン・ダービーと呼ばれる。マンチェスター・ダービー、ノース・ロンドン・ダービー、タイン・ウェア・ダービーなどと並ぶダービーマッチの一つである。上位を争っているアーセナルFCとの戦いはビッグロンドン・ダービーと呼ばれる。トッテナム・ホットスパーFCとも激しいライバル関係にある。
特にフラムとの縁は深く、1905年のチェルシーのクラブ創設以来続いている。スタンフォード・ブリッジはフラムの本拠地として使用依頼を受けていたものの、金銭面で折り合いがつかず拒絶されたことにある。その結果宙に浮いたスタジアムの有効利用のためにスタジアムのオーナーは自ら「チェルシーFC」という名の新しいクラブを立ち上げた経緯がある。

## エピソード

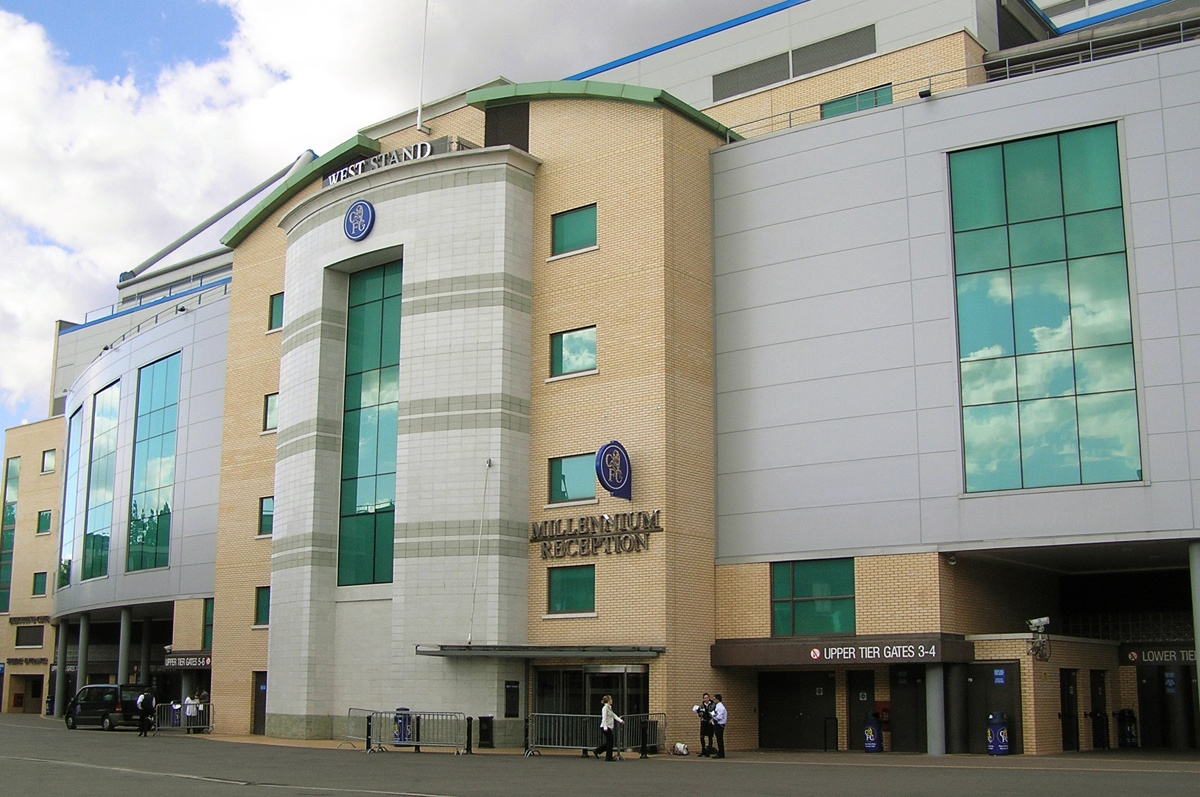
スタンフォード・ブリッジのウエスト・スタンド入り口

- チームマスコットはスタンフォード・ライオン。
- 古くには熱狂的で凶暴なサポーターが存在することで知られていたが、プレミアリーグ誕生以降はスタジアム整備に力を入れたこともあり、今は問題が起こることはほとんどなくなっている[要出典]。
- 代表的な応援ソングは「ブルー・イズ・ザ・カラー」で、1972年に作られた。当時の歴代所属選手達が歌っており、歌はホームでの試合終了後にスタジアムに流れる。FAカップの決勝戦でタイトルを手に入れた試合終了後にウェンブリー・スタジアムでも流れた。
- 2014年1月、世界最大の会計事務所である『デロイト』が公表したデロイト・フットボール・マネー・リーグによると、2012-13シーズンのクラブ収入は3億340万ユーロであり、世界第7位である。プレミアリーグではマンチェスター・ユナイテッド、マンチェスター・シティに次ぐ第3位である[61]。
- イギリスメディアが2012年に公表した調査によると、チェルシーFCの平均年俸は約679万ドルであり、世界で4番目に平均年俸が高いクラブである。これはアメリカのスポーツチームで最も平均年俸が高いロサンゼルス・レイカーズやニューヨーク・ヤンキースよりも高い給与水準である[62]。
- 2012年4月、スイスに拠点を置くF1チーム・ザウバーとのパートナーシップを結ぶことを発表した[63]。2012年12月、日本企業オリコともパートナーシップを結ぶことを発表した[64]。
- 2015-16シーズンより5年間の契約で日本の横浜ゴムがユニホームの胸部スポンサーとなった[65]。2016-17シーズンまではアディダスがユニフォームサプライヤーとなっていたが、2017-18シーズンよりナイキに変更される。
- 大量の若手選手と契約し、彼らをレンタル移籍させることで出場機会を確保している。その一方で、毎年のように別のクラブに放出され続けている選手もおり、賛否両論となっている[66][67]。

## タイトル

### 国内タイトル
- プレミアリーグ：5回 
  - 2004-05, 2005-06, 2009-10, 2014-15, 2016-17

- フットボールリーグ：1回 
  - 1954-55

- FAカップ：8回 
  - 1969-70, 1996-97, 1999-00, 2006-07, 2008-09, 2009-10, 2011-12, 2017-18

- EFLカップ：5回 
  - 1964-65, 1997-98, 2004-05, 2006-07, 2014-15

- FAコミュニティ・シールド：4回 
  - 1955, 2000, 2005, 2009

### 国際タイトル
- FIFAクラブワールドカップ：2回
  - 2021, 2025

- UEFAチャンピオンズリーグ：2回 
  - 2011-12, 2020-21

- UEFAカップウィナーズカップ：2回 
  - 1970-71, 1997-98

- UEFAヨーロッパリーグ：2回
  - 2012-13, 2018-19

- UEFAカンファレンスリーグ：1回
  - 2024-25

- UEFAスーパーカップ：2回 
  - 1998, 2021

## 過去の成績
略称説明
| - プレミアリーグ = プレミアリーグ - Div 1 = フットボールリーグ・ディビジョン1 - Div 2 = フットボールリーグ・ディビジョン2 - 勝 = 勝ち数 - 分 = 引き分け数 - 負 = 負け数 - 得 = 得点数 - 失 = 失点数 - 勝点 = 勝ち点 | - FA杯 = FAカップ - リーグ杯 = フットボールリーグカップ - CS = FAコミュニティ・シールド - CL = UEFAチャンピオンズリーグ (UEFAチャンピオンズカップ時代含む) - EL = UEFAヨーロッパリーグ（インターシティーズ・フェアーズカップ、UEFAカップ時代含む） - ECL = UEFAヨーロッパカンファレンスリーグ - CW = UEFAカップウィナーズカップ - SC = UEFAスーパーカップ - CWC = FIFAクラブワールドカップ（インターコンチネンタルカップ、トヨタカップ時代含む） |

| 優勝 | 準優勝 | 昇格↑ | 降格↓ |

- 1954-55シーズン以降の成績
- 1980-81シーズンまでは1勝につき勝ち点2点。1981-82シーズンから勝ち点3点。

| シーズン | リーグ戦       | リーグ戦 | リーグ戦 | リーグ戦 | リーグ戦 | リーグ戦 | リーグ戦 | リーグ戦 | リーグ戦 | FA杯     | リーグ杯 | CS       | CL       | EL      | ECL         | CW      | SC     | CWC    |
| シーズン | ディビジョン   | 試       | 勝       | 分       | 敗       | 得       | 失       | 点       | 順位     | FA杯     | リーグ杯 | CS       | CL       | EL      | ECL         | CW      | SC     | CWC    |
| -------- | -------------- | -------- | -------- | -------- | -------- | -------- | -------- | -------- | -------- | -------- | -------- | -------- | -------- | ------- | ----------- | ------- | ------ | ------ |
| 1954-55  | Div 1          | 42       | 20       | 12       | 10       | 81       | 57       | 52       | 1位      | ベスト16 |          | -        | -        | -       | 大会 創設前 | -       | -      | -      |
| 1955-56  | Div 1          | 42       | 14       | 11       | 17       | 64       | 77       | 39       | 16位     | ベスト16 | 優勝     | 出場辞退 |          | -       | 大会 創設前 | -       | -      | -      |
| 1956-57  | Div 1          | 42       | 13       | 13       | 16       | 73       | 73       | 39       | 13位     | 4回戦    |          |          |          | -       | 大会 創設前 | -       | -      | -      |
| 1957-58  | Div 1          | 42       | 15       | 12       | 15       | 83       | 79       | 42       | 11位     | 4回戦    |          |          |          | -       | 大会 創設前 | -       | -      | -      |
| 1958-59  | Div 1          | 42       | 18       | 4        | 20       | 77       | 98       | 40       | 14位     | 4回戦    |          |          |          | -       | 大会 創設前 | -       | -      | -      |
| 1959-60  | Div 1          | 42       | 14       | 9        | 19       | 76       | 91       | 37       | 18位     | 4回戦    |          |          |          | -       | 大会 創設前 | -       | -      | -      |
| 1960-61  | Div 1          | 42       | 15       | 7        | 20       | 98       | 100      | 37       | 12位     | 3回戦    | 4回戦    |          |          |         | 大会 創設前 |         | -      |        |
| 1961-62  | Div 1          | 42       | 9        | 10       | 23       | 63       | 94       | 28       | 22位     | 3回戦    |          |          |          |         | 大会 創設前 |         | -      |        |
| 1962-63  | Div 2          | 42       | 24       | 4        | 14       | 81       | 42       | 52       | 2位      | ベスト16 |          |          |          |         | 大会 創設前 |         | -      |        |
| 1963-64  | Div 1          | 42       | 20       | 10       | 12       | 72       | 56       | 50       | 5位      | 4回戦    | 2回戦    |          |          |         | 大会 創設前 |         | -      |        |
| 1964-65  | Div 1          | 42       | 24       | 8        | 10       | 89       | 54       | 56       | 3位      | ベスト4  | 優勝     |          |          |         | 大会 創設前 |         | -      |        |
| 1965-66  | Div 1          | 42       | 22       | 7        | 13       | 65       | 53       | 51       | 5位      | ベスト4  |          |          |          | ベスト4 | 大会 創設前 |         | -      |        |
| 1966-67  | Div 1          | 42       | 15       | 14       | 13       | 67       | 62       | 44       | 9位      | 準優勝   | 3回戦    |          |          |         | 大会 創設前 |         | -      |        |
| 1967-68  | Div 1          | 42       | 18       | 12       | 12       | 62       | 68       | 48       | 6位      | ベスト8  | 2回戦    |          |          |         | 大会 創設前 |         | -      |        |
| 1968-69  | Div 1          | 42       | 20       | 10       | 12       | 73       | 53       | 50       | 5位      | ベスト8  | 3回戦    |          |          | 2回戦   | 大会 創設前 |         | -      |        |
| 1969-70  | Div 1          | 42       | 21       | 13       | 8        | 70       | 50       | 55       | 3位      | 優勝     | 4回戦    |          |          |         | 大会 創設前 |         | -      |        |
| 1970-71  | Div 1          | 42       | 18       | 15       | 9        | 52       | 42       | 51       | 6位      | 4回戦    | 4回戦    | 準優勝   |          |         | 大会 創設前 | 優勝    | -      |        |
| 1971-72  | Div 1          | 42       | 18       | 12       | 12       | 58       | 49       | 48       | 7位      | ベスト16 | 準優勝   | 2回戦    |          |         | 大会 創設前 |         | -      |        |
| 1972-73  | Div 1          | 42       | 13       | 14       | 15       | 49       | 51       | 40       | 12位     | ベスト8  | ベスト4  |          |          |         | 大会 創設前 |         |        |        |
| 1973-74  | Div 1          | 42       | 12       | 13       | 17       | 56       | 60       | 37       | 17位     | 3回戦    | 2回戦    |          |          |         | 大会 創設前 |         |        |        |
| 1974-75  | Div 1          | 42       | 9        | 15       | 18       | 42       | 72       | 33       | 21位     | 4回戦    | 3回戦    |          |          |         | 大会 創設前 |         |        |        |
| 1975-76  | Div 2          | 42       | 12       | 16       | 14       | 53       | 54       | 40       | 11位     | ベスト16 | 2回戦    |          |          |         | 大会 創設前 |         |        |        |
| 1976-77  | Div 2          | 42       | 21       | 13       | 8        | 73       | 53       | 55       | 2位      | 3回戦    | 4回戦    |          |          |         | 大会 創設前 |         |        |        |
| 1977-78  | Div 1          | 42       | 11       | 14       | 17       | 46       | 69       | 36       | 16位     | ベスト16 | 2回戦    |          |          |         | 大会 創設前 |         |        |        |
| 1978-79  | Div 1          | 42       | 5        | 10       | 27       | 44       | 92       | 20       | 22位     | 3回戦    | 2回戦    |          |          |         | 大会 創設前 |         |        |        |
| 1979-80  | Div 2          | 42       | 23       | 7        | 12       | 66       | 52       | 53       | 4位      | 3回戦    | 2回戦    |          |          |         | 大会 創設前 |         |        |        |
| 1980-81  | Div 2          | 42       | 14       | 12       | 16       | 46       | 41       | 40       | 12位     | 3回戦    | 2回戦    |          |          |         | 大会 創設前 |         |        |        |
| 1981-82  | Div 2          | 42       | 15       | 12       | 15       | 60       | 60       | 57       | 12位     | ベスト8  | 3回戦    |          |          |         | 大会 創設前 |         |        |        |
| 1982-83  | Div 2          | 42       | 11       | 14       | 17       | 51       | 61       | 47       | 18位     | 4回戦    | 3回戦    |          |          |         | 大会 創設前 |         |        |        |
| 1983-84  | Div 2          | 42       | 25       | 13       | 4        | 90       | 40       | 88       | 1位      | 3回戦    | 3回戦    |          |          |         | 大会 創設前 |         |        |        |
| 1984-85  | Div 1          | 42       | 18       | 12       | 12       | 63       | 48       | 66       | 6位      | 4回戦    | ベスト4  |          |          |         | 大会 創設前 |         |        |        |
| 1985-86  | Div 1          | 42       | 20       | 11       | 11       | 57       | 56       | 71       | 6位      | 4回戦    | ベスト8  |          |          |         | 大会 創設前 |         |        |        |
| 1986-87  | Div 1          | 42       | 13       | 13       | 16       | 53       | 64       | 52       | 14位     | 4回戦    | 3回戦    |          |          |         | 大会 創設前 |         |        |        |
| 1987-88  | Div 1          | 40       | 9        | 15       | 16       | 50       | 68       | 42       | 18位     | 4回戦    | 2回戦    |          |          |         | 大会 創設前 |         |        |        |
| 1988-89  | Div 2          | 46       | 29       | 12       | 5        | 96       | 50       | 99       | 1位      | 3回戦    | 2回戦    |          |          |         | 大会 創設前 |         |        |        |
| 1989-90  | Div 1          | 38       | 16       | 12       | 10       | 58       | 50       | 60       | 5位      | 4回戦    | 2回戦    |          |          |         | 大会 創設前 |         |        |        |
| 1990-91  | Div 1          | 38       | 13       | 10       | 15       | 58       | 69       | 49       | 11位     | 3回戦    | ベスト4  |          |          |         | 大会 創設前 |         |        |        |
| 1991-92  | Div 1          | 42       | 13       | 14       | 15       | 60       | 53       | 53       | 14位     | ベスト8  | 2回戦    |          |          |         | 大会 創設前 |         |        |        |
| 1992-93  | プレミアリーグ | 42       | 14       | 14       | 14       | 51       | 54       | 56       | 11位     | 3回戦    | ベスト8  |          |          |         | 大会 創設前 |         |        |        |
| 1993-94  | プレミアリーグ | 42       | 13       | 12       | 17       | 49       | 53       | 51       | 14位     | 準優勝   | 3回戦    |          |          |         | 大会 創設前 |         |        |        |
| 1994-95  | プレミアリーグ | 42       | 13       | 15       | 14       | 50       | 55       | 54       | 11位     | 4回戦    | 3回戦    |          |          |         | 大会 創設前 | ベスト4 |        |        |
| 1995-96  | プレミアリーグ | 38       | 12       | 14       | 12       | 46       | 44       | 50       | 11位     | ベスト4  | 2回戦    |          |          |         | 大会 創設前 |         |        |        |
| 1996-97  | プレミアリーグ | 38       | 16       | 11       | 11       | 58       | 55       | 59       | 6位      | 優勝     | 3回戦    |          |          |         | 大会 創設前 |         |        |        |
| 1997-98  | プレミアリーグ | 38       | 20       | 3        | 15       | 71       | 43       | 63       | 4位      | 3回戦    | 優勝     | 準優勝   |          |         | 大会 創設前 | 優勝    |        |        |
| 1998-99  | プレミアリーグ | 38       | 20       | 15       | 3        | 57       | 30       | 75       | 3位      | ベスト8  | ベスト8  |          |          |         | 大会 創設前 | ベスト4 | 優勝   |        |
| 1999-00  | プレミアリーグ | 38       | 18       | 11       | 9        | 53       | 34       | 65       | 5位      | 優勝     | 3回戦    |          | ベスト8  |         | 大会 創設前 | -       |        |        |
| 2000-01  | プレミアリーグ | 38       | 17       | 10       | 11       | 68       | 45       | 61       | 6位      | ベスト16 | 3回戦    | 優勝     |          | 1回戦   | 大会 創設前 | -       |        |        |
| 2001-02  | プレミアリーグ | 38       | 17       | 13       | 8        | 66       | 38       | 64       | 6位      | 準優勝   | ベスト4  |          |          | 2回戦   | 大会 創設前 | -       |        |        |
| 2002-03  | プレミアリーグ | 38       | 19       | 10       | 9        | 68       | 38       | 67       | 4位      | ベスト8  | ベスト8  |          |          | 1回戦   | 大会 創設前 | -       |        |        |
| 2003-04  | プレミアリーグ | 38       | 24       | 7        | 7        | 67       | 30       | 79       | 2位      | ベスト16 | ベスト8  |          | ベスト4  |         | 大会 創設前 | -       |        |        |
| 2004-05  | プレミアリーグ | 38       | 29       | 8        | 1        | 72       | 15       | 95       | 1位      | ベスト16 | 優勝     |          | ベスト4  |         | 大会 創設前 | -       |        |        |
| 2005-06  | プレミアリーグ | 38       | 29       | 4        | 5        | 72       | 22       | 91       | 1位      | ベスト4  | 3回戦    | 優勝     | ベスト16 |         | 大会 創設前 | -       |        |        |
| 2006-07  | プレミアリーグ | 38       | 24       | 11       | 3        | 64       | 24       | 83       | 2位      | 優勝     | 優勝     | 準優勝   | ベスト4  |         | 大会 創設前 | -       |        |        |
| 2007-08  | プレミアリーグ | 38       | 25       | 10       | 3        | 65       | 26       | 85       | 2位      | ベスト8  | 準優勝   | 準優勝   | 準優勝   |         | 大会 創設前 | -       |        |        |
| 2008-09  | プレミアリーグ | 38       | 25       | 8        | 5        | 68       | 24       | 83       | 3位      | 優勝     | 4回戦    |          | ベスト4  |         | 大会 創設前 | -       |        |        |
| 2009-10  | プレミアリーグ | 38       | 27       | 5        | 6        | 103      | 32       | 86       | 1位      | 優勝     | ベスト8  | 優勝     | ベスト16 |         | 大会 創設前 | -       |        |        |
| 2010-11  | プレミアリーグ | 38       | 21       | 8        | 9        | 69       | 33       | 71       | 2位      | 4回戦    | 3回戦    | 準優勝   | ベスト8  |         | 大会 創設前 | -       |        |        |
| 2011-12  | プレミアリーグ | 38       | 18       | 10       | 10       | 65       | 46       | 64       | 6位      | 優勝     | ベスト8  |          | 優勝     |         | 大会 創設前 | -       |        |        |
| 2012-13  | プレミアリーグ | 38       | 22       | 9        | 7        | 75       | 39       | 75       | 3位      | ベスト4  | ベスト4  | 準優勝   | GS敗退   | 優勝    | 大会 創設前 | -       | 準優勝 | 準優勝 |
| 2013-14  | プレミアリーグ | 38       | 25       | 7        | 6        | 71       | 27       | 82       | 3位      | ベスト16 | ベスト8  |          | ベスト4  |         | 大会 創設前 | -       |        |        |
| 2014-15  | プレミアリーグ | 38       | 26       | 9        | 3        | 73       | 32       | 87       | 1位      | 4回戦    | 優勝     |          | ベスト16 |         | 大会 創設前 | -       |        |        |
| 2015-16  | プレミアリーグ | 38       | 12       | 14       | 12       | 59       | 53       | 50       | 10位     | ベスト8  | ベスト16 | 準優勝   | ベスト16 |         | 大会 創設前 | -       |        |        |
| 2016-17  | プレミアリーグ | 38       | 30       | 3        | 5        | 85       | 33       | 93       | 1位      | 準優勝   | 4回戦    |          |          |         | 大会 創設前 | -       |        |        |
| 2017-18  | プレミアリーグ | 38       | 21       | 7        | 10       | 62       | 38       | 70       | 5位      | 優勝     | ベスト4  | 準優勝   | ベスト16 |         | 大会 創設前 | -       |        |        |
| 2018-19  | プレミアリーグ | 38       | 21       | 9        | 8        | 63       | 39       | 72       | 3位      | 5回戦    | 準優勝   | 準優勝   |          | 優勝    | 大会 創設前 | -       |        |        |
| 2019-20  | プレミアリーグ | 38       | 20       | 6        | 12       | 69       | 54       | 66       | 4位      | 準優勝   | 4回戦    |          | ベスト16 |         | 大会 創設前 | -       |        |        |
| 2020-21  | プレミアリーグ | 38       | 19       | 10       | 9        | 58       | 36       | 67       | 4位      | 準優勝   | 4回戦    |          | 優勝     |         | 大会 創設前 | -       |        |        |
| 2021-22  | プレミアリーグ | 38       | 21       | 11       | 6        | 76       | 33       | 74       | 3位      | 準優勝   | 準優勝   |          | ベスト8  |         |             | -       | 優勝   | 優勝   |
| 2022-23  | プレミアリーグ | 38       | 11       | 11       | 16       | 38       | 47       | 44       | 12位     | 3回戦    | 3回戦    |          | ベスト8  |         |             | -       |        |        |
| 2023-24  | プレミアリーグ | 38       | 18       | 9        | 11       | 77       | 63       | 63       | 6位      | ベスト4  | 準優勝   |          |          |         |             | -       |        |        |
| 2024-25  | プレミアリーグ | 38       | 20       | 9        | 9        | 64       | 43       | 69       | 4位      | 4回戦    | 4回戦    |          |          |         | 優勝        |         |        | 優勝   |

## 現所属メンバー
プレミアリーグ 2024-25シーズン 基本フォーメーション（4-2-3-1）
2025年8月8日現在
注：選手の国籍表記はFIFAの定めた代表資格ルールに基づく。
| No. | Pos. |              | 選手名                             |
| --- | ---- | ------------ | ---------------------------------- |
| 1   | GK   | スペイン     | ロベルト・サンチェス ()★           |
| 3   | DF   | スペイン     | マルク・ククレジャ                 |
| 4   | DF   | イングランド | トシン・アダラビオヨ () ★          |
| 5   | DF   | フランス     | ブノワ・バジアシーレ ()            |
| 6   | DF   | イングランド | リーヴァイ・コルウィル ★☆          |
| 7   | FW   | ポルトガル   | ペドロ・ネト                       |
| 8   | MF   | アルゼンチン | エンソ・フェルナンデス             |
| 9   | FW   | イングランド | リアム・デラップ () ★              |
| 10  | FW   | イングランド | コール・パーマー () ★              |
| 11  | FW   | イングランド | ジェイミー・バイノー＝ギッテンス ☆ |
| 12  | GK   | デンマーク   | フィリップ・ヨルゲンセン ()        |
| 14  | MF   | ポルトガル   | ダリオ・エスーゴ ()                |
| 15  | FW   | セネガル     | ニコラス・ジャクソン ()            |
| 17  | MF   | ブラジル     | アンドレイ・サントス               |
| 18  | FW   | フランス     | クリストファー・エンクンク ()      |
| 20  | FW   | ブラジル     | ジョアン・ペドロ                   |
| 21  | DF   | オランダ     | ヨレル・ハト () ☆                  |
| 23  | DF   | イングランド | トレヴォ・チャロバー ()            |
| 24  | DF   | イングランド | リース・ジェームズ ★               |

| No. | Pos. |                  | 選手名                        |
| --- | ---- | ---------------- | ----------------------------- |
| 25  | MF   | エクアドル       | モイセス・カイセド            |
| 27  | DF   | フランス         | マロ・ギュスト ()() ☆         |
| 29  | DF   | フランス         | ウェズレイ・フォファナ ()     |
| 30  | DF   | アルゼンチン     | アーロン・アンセルミーノ () ☆ |
| 32  | MF   | イングランド     | タイリーク・ジョージ () ★☆    |
| 34  | DF   | イングランド     | ジョシュ・アチャンポン () ★☆  |
| 37  | MF   | イングランド     | オマリ・ケリーマン () ★☆      |
| 41  | FW   | ブラジル         | エステバン・ウィリアン        |
| 44  | GK   | アメリカ合衆国   | ガブリエル・スロニナ          |
| 45  | MF   | ベルギー         | ロメオ・ラヴィア () ☆         |
| --  | DF   | イングランド     | アルフィー・ギルクリスト      |
| --  | MF   | イングランド     | カーニー・チュクエメカ () ()  |
| --  | FW   | イングランド     | ラヒーム・スターリング ()     |
| --  | FW   | ウクライナ       | ミハイロ・ムドリク            |
| --  | FW   | コートジボワール | ダトロ・フォファナ            |
| --  | DF   | フランス         | アクセル・ディサシ ()         |
| --  | DF   | イングランド     | ベン・チルウェル ()           |
| --  | MF   | ポルトガル       | レナト・ベイガ                |

※括弧内の国旗はその他の保有国籍を、★はホーム・グロウン選手、☆は21歳以下の選手を示す。
監督
- エンツォ・マレスカ

### ローン移籍
in
注：選手の国籍表記はFIFAの定めた代表資格ルールに基づく。
| No. | Pos. |  | 選手名 |
| --- | ---- |  | ------ |

| No. | Pos. |  | 選手名 |
| --- | ---- |  | ------ |

out
注：選手の国籍表記はFIFAの定めた代表資格ルールに基づく。
| No. | Pos. |                | 選手名                                  |
| --- | ---- | -------------- | --------------------------------------- |
| --  | GK   | ベルギー       | マイク・ペンダース (RCストラスブール) ☆ |
| --  | DF   | フランス       | ママドゥ・サール (RCストラスブール)     |
| --  | DF   | アメリカ合衆国 | ケイレブ・ワイリー (ワトフォードFC)     |

| No. | Pos. |            | 選手名                                  |
| --- | ---- | ---------- | --------------------------------------- |
| --  | MF   | エクアドル | ケンドリー・パエス (RCストラスブール)   |
| --  | FW   | スペイン   | マルク・ギウ (サンダーランドAFC) ☆      |
| --  | FW   | ブラジル   | デイヴィジ・ヴァシングトン (サントスFC) |

## 提携クラブ
傘下クラブ
- KVCウェステルロー